# Teen Choice Awards 2018
Die zwanzigste Teen Choice Awards-Veranstaltung fand am 12. August 2018 im The Forum in Inglewood, Kalifornien statt. Moderatoren waren Nick Cannon und  Lele Pons. Die Veranstaltung wurde von Fox übertragen.

## Preisträger und Nominierte

### Music
| Choice Music: Male Artist - Louis Tomlinson - Drake - Niall Horan - Bruno Mars - Shawn Mendes - Ed Sheeran Choice Music: Female Artist - Camila Cabello - Taylor Swift - Cardi B - Ariana Grande - Dua Lipa - Demi Lovato Choice Music: Group - 5 Seconds of Summer - Fifth Harmony - Florida Georgia Line - Maroon 5 - Migos - Why Don’t We Choice Music: R&B/Hip-Hop Artist - Cardi B - Childish Gambino - Drake - Khalid - Nicki Minaj - Post Malone Choice Music: Country Artist - Carrie Underwood - Kelsea Ballerini - Kane Brown - Maren Morris - Thomas Rhett - Blake Shelton Choice Music: Single Male Artist - Ed Sheeran – „Perfect“ - Charlie Puth – „Attention“ - Drake – „God’s Plan“ - Kendrick Lamar feat. Zacari – „Love.“ - Justin Timberlake feat. Chris Stapleton – „Say Something“ - Childish Gambino – „This Is America“ Choice Music: Single Female Artist - Camila Cabello feat. Young Thung – “Havana” - Halsey – „Bad at Love“ - Taylor Swift – „Look What You Made Me Do“ - Dua Lipa – „New Rules“ - Ariana Grande – „No Tears Left to Cry“ - Demi Lovato – „Sorry Not Sorry“ Choice Music: Single Group - 5 Seconds of Summer – „Youngblood“ - Portugal. The Man – „Feel it Still“ - Panic! at the Disco – „Say Amen (Saturday Night)“ - Why Don’t We – „Trust Fund Baby“ - Maroon 5 – „Wait“ - Imagine Dragons – „Whatever It Takes“ Choice Music: International Artist - BTS - Blackpink - Exo - CNCO - Got7 - Super Junior Choice Music: R&B/Hip-Hop Song - Khalid & Normani – „Love Lies“ - Kendrick Lamar & SZA – „All the Stars“ - Bruno Mars feat. Cardi B – „Finesse (Remix)“ - Drake – „God’s Plan“ - NF – „Let You Down“ - Childish Gambino – „This Is America“ Choice Music: Rock/Alternative Song - Imagine Dragons – „Whatever It Takes“ - Halsey – „Alone“ - Paramore – „Hard Times“ - Panic! at the Disco – „High Hopes“ - Alice Merton – „No Roots“ - Foster the People – „Sit Next to Me“ | Choice Music: Country Song - Bebe Rexha feat. Florida Georgia Line – „Meant to Be“ - Carrie Underwood – „Cry Pretty“ - Kane Brown – „Heaven“ - Thomas Rhett – „Life Changes“ - Brett Young – „Mercy“ - Luke Bryan – „Most People Are Good“ Choice Music: Summer Song - Selena Gomez – „Back to You“ - Liam Payne & J Balvin – „Familiar“ - Maroon 5 feat. Cardi B – „Girls Like You“ - Drake – „Nice for What“ - Calvin Harris & Dua Lipa – „One Kiss“ - 5 Seconds of Summer – „Youngblood“ Choice Music: Latin Song - Liam Payne & J Balvin – „Familiar“ - RedOne, Daddy Yankee, French Montana & Dinah Jane – „Boom Boom“ - Jennifer Lopez feat. DJ Khaled & Cardi B – „Dinero“ - CNCO – „Hey DJ“ - J Balvin & Willy William – „Mi gente“ - Luis Fonsi & Demi Lovato – „Échame la culpa“ Choice Music: Electronic/Dance Song - Steve Aoki & Lauren Jauregui – „All Night“ - Marshmello & Anne-Marie – „Friends“ - Zedd, Maren Morris & Grey – „The Middle“ - Calvin Harris & Dua Lipa – „One Kiss“ - Topic & Ally Brooke – „Perfect“ - Clean Bandit feat. Demi Lovato – „Solo“ Choice Music: Pop Song - Shawn Mendes – „In My Blood“ - Taylor Swift – „Delicate“ - Backstreet Boys – „Don’t Go Breaking My Heart“ - Meghan Trainor – „No Excuses“ - Ariana Grande – „No Tears Left to Cry“ - Keala Settle – „This Is Me“ Choice Summer Music Artist: Male - Shawn Mendes - Kane Brown - Niall Horan - Liam Payne - Charlie Puth - Zayn Choice Summer Music Artist: Female - Camila Cabello - Cardi B - Selena Gomez - Ariana Grande - Halsey - Meghan Trainor Choice Music Summer Group - 5 Seconds of Summer - The Chainsmokers - Dan + Shay - Imagine Dragons - Maroon 5 - Panic! at the Disco Choice Music: Breakout Artist - Khalid - Bazzi - Lauv - Logic - Marshmello - SZA Choice Music: Next Big Thing - Jackson Wang - Blackpink - MattyBRaps - NCT - Jacob Sartorius - Stray Kids Choice Music: Summer Tour - Harry Styles – „Harry Styles: Live on Tour“ - Niall Horan – „Flicker World Tour“ - Jay Z & Beyoncé – „On the Run II Tour“ - Charlie Puth – „Voicenotes Tour“ - Taylor Swift – „Reputation Stadium Tour“ - Top Dawg Entertainment – „The Championship Tour“ |

### Digital
| Choice Web Star: Male - The Dolan Twins - Cameron Dallas - Joey Graceffa - Ryan Higa - Collins Key - Tyler Oakley Choice Web Star: Female - Liza Koshy - Eva Gutowski - Merrell Twins - Bethany Mota - Lele Pons - Lilly Singh Choice Web Star: Comedy - Liza Koshy - Dolan Twins - Collins Key - Miranda Sings - Lele Pons - Lilly Singh Choice Web Star: Instagrammer - Selena Gomez - Lucy Hale - Dwayne Johnson - John Mayer - Will Smith - Justin Timberlake Choice Web Star: YouTuber - Liza Koshy - DanTDM - Dolan Twins - Merrell Twins - Lele Pons - Lilly Singh | Choice Web Star: Fashion/Beauty - James Charles - Dulce Candy - Kandee Johnson - Shay Mitchell - NikkieTutorials - Zoella Choice Web Star: Music - Erika Costell - Anitta - Chloe x Halle - Jack & Jack - Johnny Orlando - Noah Schnacky Choice Web Star: Twit - Anna Kendrick - Mark Hamill - Mindy Kaling - Kumail Nanjiani - Ryan Reynolds - Chrissy Teigen Choice Web Star: Snapchatter - Ariana Grande - Ethan Dolan - Grayson Dolan - Kendall Jenner - Demi Lovato - Meghan Trainor Choice Web Star: Muser - Mackenzie Ziegler - Baby Ariel - Loren Gray - Holly H - Sofia Santino - Valentina Schulz |

### TV
| Choice TV Show: Drama - Riverdale - Empire - Famous in Love - The Fosters - Star - This Is Us – Das ist Leben (This Is Us) Choice TV Actor: Drama - Cole Sprouse – Riverdale - K. J. Apa – Riverdale - Sterling K. Brown – This Is Us – Das ist Leben (This Is Us) - Freddie Highmore – The Good Doctor - Jussie Smollett – Empire - Jesse Williams – Grey’s Anatomy Choice TV Actress: Drama - Lili Reinhart – Riverdale - Ryan Destiny – Star - Camila Mendes – Riverdale - Chrissy Metz – This Is Us – Das ist Leben (This Is Us) - Maia Mitchell – The Fosters - Bella Thorne – Famous in Love Choice TV Show: Fantasy/Sci-Fi - Shadowhunters - The 100 - iZombie - The Originals - Stranger Things - Supernatural Choice TV Actor: Fantasy/Sci-Fi - Matthew Daddario – Shadowhunters - Gaten Matarazzo – Stranger Things - Joseph Morgan – The Originals - Bob Morley – The 100 - Dominic Sherwood – Shadowhunters - Finn Wolfhard – Stranger Things Choice TV Actress: Fantasy/Sci-Fi - Millie Bobby Brown – Stranger Things - Rose McIver – iZombie - Katherine McNamara – Shadowhunters - Lana Parrilla – Once Upon a Time – Es war einmal … (Once Upon a Time) - Eliza Taylor – The 100 - Emeraude Toubia – Shadowhunters Choice TV Show: Comedy - The Big Bang Theory - black-ish - Fuller House - The Good Place - Jane the Virgin - Modern Family Choice TV Actor: Comedy - Jaime Camil – Jane the Virgin - Anthony Anderson – Black-ish - Elias Harger – Fuller House - Rico Rodriguez – Modern Family - Andy Samberg – Brooklyn Nine-Nine - Hudson Yang – Fresh Off the Boat Choice TV Actress: Comedy - Gina Rodriguez – Jane the Virgin - Kristen Bell – The Good Place - Candace Cameron Bure – Fuller House - America Ferrera – Superstore - Sarah Hyland – Modern Family - Yara Shahidi – Black-ish Choice TV: Animated Show - Miraculous – Geschichten von Ladybug und Cat Noir (Miraculous: Tales of Ladybug & Cat Noir) - Bob’s Burgers - Family Guy - Rick and Morty - Die Simpsons (The Simpsons) - Steven Universe Choice TV Personality - Chrissy Teigen – Lip Sync Battle - Hailey Baldwin – Drop the Mic - Kelly Clarkson – The Voice - Derek Hough – World of Dance - DJ Khaled – The Four: Battle for Stardom - Meghan Trainor – The Four: Battle for Stardom | Choice TV Show: Reality Show - Keeping Up with the Kardashians - The Four: Battle for Stardom - Lip Sync Battle - MasterChef Junior - Total Divas - The Voice USA (The Voice) Choice TV Show: Action - The Flash - Marvel’s Agents of S.H.I.E.L.D. - Arrow - Gotham - Lethal Weapon - Supergirl Choice TV Actor: Action - Grant Gustin – The Flash - Stephen Amell – Arrow - David Mazouz – Gotham - Lucas Till – MacGyver - Damon Wayans – Lethal Weapon - Chris Wood – Supergirl Choice TV Actress: Action - Melissa Benoist – Supergirl - Chloe Bennet – Marvel’s Agents of S.H.I.E.L.D. - Caity Lotz – Legends of Tomorrow - Danielle Panabaker – The Flash - Candice Patton – The Flash - Emily Bett Rickards – Arrow Choice Summer TV Show - So You Think You Can Dance - Beat Shazam - The Bold Type – Der Weg nach oben (The Bold Type) - Cloak & Dagger - Cobra Kai - Total Bellas Choice Summer TV Star - Olivia Holt – Marvel’s Cloak & Dagger - Aisha Dee – The Bold Type – Der Weg nach oben (The Bold Type) - Aubrey Joseph – Marvel’s Cloak & Dagger - Xolo Maridueña – Cobra Kai - Katie Stevens – The Bold Type – Der Weg nach oben (The Bold Type) Choice TV Breakout Show - On My Block - 9-1-1 - Anne with an E - Black Lightning - Atlanta Medical (The Resident) - Mysterious Mermaids (Siren) Choice TV Breakout Star - Vanessa Morgan – Riverdale - Ian Armitage – Young Sheldon - Lyric Ross – This Is Us – Das ist Leben (This Is Us) - Luka Sabbat – Grown-ish - Oliver Stark – 9-1-1 - Nafessa Williams – Black Lightning Choice TV: Ship - Lili Reinhart & Cole Sprouse – Riverdale - Stephen Amell & Emily Bett Rickards – Arrow - K. J. Apa & Camila Mendes – Riverdale - Millie Bobby Brown & Finn Wolfhard – Stranger Things - Matthew Daddario & Harry Shum Jr. – Shadowhunters - Grant Gustin & Candice Patton – The Flash Choice Throwback TV Show - Friends - Dawson's Creek - Der Prinz von Bel-Air (The Fresh Prince of Bel-Air) - Gossip Girl - One Tree Hill - Die wilden Siebziger (That '70s Show) Choice TV Villain - Mark Consuelos – Riverdale - Odette Annable – Supergirl - Gabrielle Anwar – Once Upon a Time – Es war einmal … - Anna Hopkins – Shadowhunters - Mind Flayer – Stranger Things - Cameron Monaghan – Gotham |

### Movie
| Choice Movie: Drama - Greatest Showman - Midnight Sun – Alles für dich (Midnight Sun) - Mord im Orient Express (Murder on the Orient Express) - A Quiet Place - Wahrheit oder Pflicht (Truth or Dare) - Wunder (Wonder) Choice Movie Actor: Drama - Zac Efron – Greatest Showman - Timothée Chalamet – Lady Bird - Hugh Jackman – Greatest Showman - Leslie Odom Jr. – Mord im Orient Express (Murder on the Orient Express) - Patrick Schwarzenegger – Midnight Sun – Alles für dich (Midnight Sun) - Jacob Tremblay – Wunder (Wonder) Choice Movie Actress: Drama - Zendaya – Greatest Showman - Lucy Hale – Wahrheit oder Pflicht (Truth or Dare) - Daisy Ridley – Mord im Orient Express (Murder on the Orient Express) - Julia Roberts – Wunder (Wonder) - Saoirse Ronan – Lady Bird - Bella Thorne – Midnight Sun – Alles für dich (Midnight Sun) Choice Movie: Action - Avengers: Infinity War - Justice League - Maze Runner – Die Auserwählten in der Todeszone (Maze Runner: The Death Cure) - Pacific Rim: Uprising - Tomb Raider Choice Movie Actor: Action - Robert Downey Jr. – Avengers: Infinity War - John Boyega – Pacific Rim: Uprising - Henry Cavill – Justice League - Chris Evans – Avengers: Infinity War - Tom Holland – Avengers: Infinity War - Dylan O’Brien – Maze Runner – Die Auserwählten in der Todeszone (Maze Runner: The Death Cure) Choice Movie Actress: Action - Scarlett Johansson – Avengers: Infinity War - Amy Adams – Justice League - Gal Gadot – Justice League - Elizabeth Olsen – Avengers: Infinity War - Zoe Saldana – Avengers: Infinity War - Alicia Vikander – Tomb Raider Choice Movie: Sci-Fi - Black Panther - Blade Runner 2049 - Rampage – Big Meets Bigger (Rampage) - Ready Player One - Thor: Tag der Entscheidung (Thor: Ragnarok) Choice Movie Actor: Sci-Fi - Chris Hemsworth – Thor: Tag der Entscheidung (Thor: Ragnarok) - Chadwick Boseman – Black Panther - Ryan Gosling – Blade Runner 2049 - Dwayne Johnson – Rampage – Big Meets Bigger (Rampage) - Mark Ruffalo – Thor: Tag der Entscheidung (Thor: Ragnarok) - Tye Sheridan – Ready Player One Choice Movie Actress: Sci-Fi - Letitia Wright – Black Panther - Olivia Cooke – Ready Player One - Danai Gurira – Black Panther - Naomie Harris – Rampage – Big Meets Bigger (Rampage) - Lupita Nyong'o – Black Panther - Tessa Thompson – Thor: Tag der Entscheidung (Thor: Ragnarok) Choice Movie: Fantasy - Coco – Lebendiger als das Leben! (Coco) - Peter Hase (Peter Rabbit) - Star Wars: Die letzten Jedi (Star Wars: The Last Jedi) - Das Zeiträtsel (A Wrinkle in Time) Choice Movie Actor: Fantasy - Anthony Gonzalez – Coco – Lebendiger als das Leben! (Coco) - John Boyega – Star Wars: Die letzten Jedi (Star Wars: The Last Jedi) - James Corden – Peter Hase (Peter Rabbit) - Gael García Bernal – Coco – Lebendiger als das Leben! (Coco) - Mark Hamill – Star Wars: Die letzten Jedi (Star Wars: The Last Jedi) - Oscar Isaac – Star Wars: Die letzten Jedi (Star Wars: The Last Jedi) | Choice Movie Actress: Fantasy - Carrie Fisher – Star Wars: Die letzten Jedi (Star Wars: The Last Jedi) (posthum) - Mindy Kaling – Das Zeiträtsel (A Wrinkle in Time) - Storm Reid – Das Zeiträtsel (A Wrinkle in Time) - Daisy Ridley – Star Wars: Die letzten Jedi (Star Wars: The Last Jedi) - Oprah Winfrey – Das Zeiträtsel (A Wrinkle in Time) - Reese Witherspoon – Das Zeiträtsel (A Wrinkle in Time) Choice Movie: Comedy - Love, Simon - Daddy’s Home 2 – Mehr Väter, mehr Probleme! (Daddy’s Home 2) - I Feel Pretty - Overboard - Pitch Perfect 3 Choice Movie Actor: Comedy - Dwayne Johnson – Jumanji: Willkommen im Dschungel (Jumanji: Welcome to the Jungle) - Jack Black – Jumanji: Willkommen im Dschungel (Jumanji: Welcome to the Jungle) - Eugenio Derbez – Overboard - Will Ferrell – Daddy’s Home 2 – Mehr Väter, mehr Probleme! (Daddy’s Home 2) - Kevin Hart – Jumanji: Willkommen im Dschungel(Jumanji: Welcome to the Jungle) - Mark Wahlberg – Daddy’s Home 2 – Mehr Väter, mehr Probleme! (Daddy’s Home 2) Choice Movie Actress: Comedy - Anna Kendrick – Pitch Perfect 3 - Anna Faris – Overboard - Karen Gillan – Jumanji: Willkommen im Dschungel(Jumanji: Welcome to the Jungle) - Amy Schumer – I Feel Pretty - Hailee Steinfeld – Pitch Perfect 3 - Rebel Wilson – Pitch Perfect 3 Choice Summer Movie - Die Unglaublichen 2 (The Incredibles 2) - Die Farbe des Horizonts (Adrift) - Jurassic World: Das gefallene Königreich (Jurassic World: Fallen Kingdom) - How to Party with Mom (Life of the Party) - Ocean’s 8 - Solo: A Star Wars Story Choice Movie Actor: Summer - Chris Pratt – Jurassic World: Das gefallene Königreich (Jurassic World: Fallen Kingdom) - Sam Claflin – Die Farbe des Horizonts (Adrift) - Julian Dennison – Deadpool 2 - Alden Ehrenreich – Solo: A Star Wars Story - Donald Glover – Solo: A Star Wars Story - Ryan Reynolds – Deadpool 2 Choice Movie Actress: Summer - Bryce Dallas Howard – Jurassic World: Das gefallene Königreich (Jurassic World: Fallen Kingdom) - Zazie Beetz – Deadpool 2 - Sandra Bullock – Ocean’s 8 - Emilia Clarke – Solo: A Star Wars Story - Melissa McCarthy – How to Party with Mom (Life of the Party) - Shailene Woodley – Die Farbe des Horizonts (Adrift) Choice Movie: Breakout Star - Nick Robinson – Love, Simon - Olivia Cooke – Ready Player One - Sophia Lillis – Es (It) - Keala Settle – Greatest Showman - Kelly Marie Tran – Star Wars: Die letzten Jedi (Star Wars: The Last Jedi) - Letitia Wright – Black Panther Choice Movie: Ship - Zac Efron & Zendaya – Greatest Showman - Chadwick Boseman & Lupita Nyong’o – Black Panther - Sophia Lillis & Jeremy Ray Taylor – Es (It) - Dylan O’Brien & Kaya Scodelario – Maze Runner – Die Auserwählten in der Todeszone (Maze Runner: The Death Cure) - Nick Robinson & Keiynan Lonsdale – Love, Simon - Bella Thorne & Patrick Schwarzenegger – Midnight Sun – Alles für dich (Midnight Sun) Choice Movie: Villain - Michael B. Jordan – Black Panther - Cate Blanchett – Thor: Tag der Entscheidung (Thor: Ragnarok) - Josh Brolin – Avengers: Infinity War - Adam Driver – Star Wars: Die letzten Jedi (Star Wars: The Last Jedi) - Aidan Gillen – Maze Runner – Die Auserwählten in der Todeszone (Maze Runner: The Death Cure) - Bill Skarsgård – Es (It) |

### Movie & TV
| Choice: Liplock - Cole Sprouse & Lili Reinhart – Riverdale - Chadwick Boseman & Lupita Nyong'o – Black Panther - Millie Bobby Brown & Finn Wolfhard – Stranger Things - Zac Efron & Zendaya – The Greatest Showman - Chris Pratt & Zoe Saldana – Avengers: Infinity War - Gina Rodriguez & Justin Baldoni – Jane the Virgin Choice: Scene Stealer - Vanessa Morgan – Riverdale - Charlie Heaton – Stranger Things a - Tom Hiddleston – Thor: Tag der Entscheidung (Thor: Ragnarok) - Nick Jonas – Jumanji: Willkommen im Dschungel(Jumanji: Welcome to the Jungle) - Katie McGrath – Supergirl - Taika Waititi – Thor: Tag der Entscheidung (Thor: Ragnarok) | Choice Hissy Fit - Madelaine Petsch – Riverdale - Jack Black – Jumanji: Willkommen im Dschungel(Jumanji: Welcome to the Jungle) - Adam Driver – Star Wars: Die letzten Jedi (Star Wars: The Last Jedi) - Kevin Hart – Jumanji: Willkommen im Dschungel(Jumanji: Welcome to the Jungle) - Joe Keery – Stranger Things - Mark Ruffalo – Avengers: Infinity War Choice Fight - Chadwick Boseman vs. Michael B. Jordan – Black Panther - Jeremy Renner vs. Ed Helms, Jon Hamm, Jake Johnson & Hannibal Buress – Catch Me! (Tag) - Carolina vs. Tex – Red vs. Blue - Ryan Reynolds vs. Josh Brolin – Deadpool 2 - Daisy Ridley, Adam Driver vs. Elite Praetorian Guard – Star Wars: Die letzten Jedi (Star Wars: The Last Jedi) - Colin Firth and Taron Egerton vs. Pedro Pascal – Kingsman: The Golden Circle |

### Fashion
| Choice Hottie: Male - Cole Sprouse - Chadwick Boseman - Zac Efron - Grant Gustin - Chris Hemsworth - Shawn Mendes Choice Hottie: Female - Lauren Jauregui - Hailey Baldwin - Selena Gomez - Olivia Holt - Kendall Jenner - Yara Shahidi | Choice Style Icon - Harry Styles - Chadwick Boseman - Blake Lively - Meghan, Duchess of Sussex - Migos - Zendaya |

### Sport
| Choice Athlete: Male - LeBron James - Stephen Curry - Redmond Gerard - Adam Rippon - J. J. Watt - Shaun White | Choice Athlete: Female - Serena Williams - Chloe Kim - Mirai Nagasu - Mikaela Shiffrin - Frauen-Eishockeynationalmannschaft der Vereinigten Staaten - Lindsey Vonn |

### Sonstiges
| Choice Comedian - Dolan Twins - James Corden - Ellen DeGeneres - Jimmy Fallon - Kevin Hart - Lilly Singh Choice Dancer - Maddie Ziegler - Cheryl Burke - Jenna Dewan - Derek Hough - Les Twins - tWitch Choice Video Game - Fortnite - Fire Emblem Heroes - The Legend of Zelda: Breath of the Wild - Overwatch - PUBG: Battlegrounds - Super Mario Odyssey | Choice Model - Gigi Hadid - Adwoa Aboah - Romeo Beckham - Kaia Gerber - Bella Hadid - Jaden Smith Choice Fandom - BTS – BTS Army - Blackpink – Blinks - CNCO – CNCOwners - One Direction – Directioners - Fifth Harmony – Harmonizers - Taylor Swift – Swifties |